# Shin Kanazawa
Shin Kanazawa (født 9. september 1983) er en japansk fodboldspiller, som spiller for den japanske fodboldklub Omiya Ardija.